# Іванов Федір Антонович
Іванов Федір Антонович (6 квітня 1940, Стара Богданівка, Миколаївський район, Миколаївська область — 27 лютого 2005, Парутине, Очаківський район, Миколаївська область) — організатор сільськогосподарського виробництва в Україні, почесний член УААН (Відділення регіональних центрів наукового забезпечення агропромисового виробництва, 12.1999); сільськогосподарське товариство «Ольвія», голова правління; депутат Миколаївської обласної ради, Герой України.

## Життєпис
Народився 6 квітня 1940 в селі Стара Богданівка Миколаївського району Миколаївської області.
У 1948—1952 роках навчався у Старобогданівській початковій школі, згодом навчався у Козирській неповній середній школі, а у 1958 році закінчив Новобогданівську середню школу.
Після закінчення школи, у 1959—60 роках працював столярем кораблебудівного заводу «Океан» в Миколаєві. З 1960 по 1963 роки проходив дійсну строкову військову службу.
У 1963 році вступив, а у 1968 році закінчив Херсонський сільськогосподарський інститут. У 1968—1971 роках працював головним агрономом колгоспу «Зоря» Березанського району, у 1971—1985 роках — головним агрономом колгоспу «Україна» Очаківського району. З 1985 року — голова колгоспу «Ольвія» Очаківського району Миколаївської області.

## Нагороди
Нагороджений радянськими орденами Трудового Червоного Прапора (1973), «Знак Пошани» (1977), українськими орденами «За заслуги» III ст. (1997), князя Ярослава Мудрого V ст. (1999); Герой України (з врученням ордена Держави, 19.09.2002); Заслужений працівник сільського господарства України (1991); кандидат сільськогосподарських наук (2000).

## Вшанування пам'яті
В селі Парутине на центральному майдані йому встановлено пам'ятник.